# Mỹ Lương, Yên Lập
Mỹ Lương là một xã thuộc huyện Yên Lập, tỉnh Phú Thọ, Việt Nam.
Xã Mỹ Lương có diện tích 38,49 km², dân số năm 1999 là 5369 người, mật độ dân số đạt 139 người/km².